# Јири Ратас
Јири Ратас (ест. Jüri Ratas; Талин, 2. јул 1978) естонски је политичар и бивши Председник Владе Естоније — од 2016. до 2021. године. Раније је обављао функцију градоначелника Талина (од 15. новембар 2005. до 5. април 2007) као члан Центристичке партије (на чијем челу се налази од новембра 2016. године). Вишегодишњи је посланик у националном парламенту Ригикогу.
По образовању је економиста. Ожењен је и има троје деце.